# Verbena goodmanii
Verbena goodmanii är en verbenaväxtart som beskrevs av Harold Norman Moldenke. Verbena goodmanii ingår i släktet verbenor, och familjen verbenaväxter. Inga underarter finns listade i Catalogue of Life.